# فئة السلامة أثناء الحمل

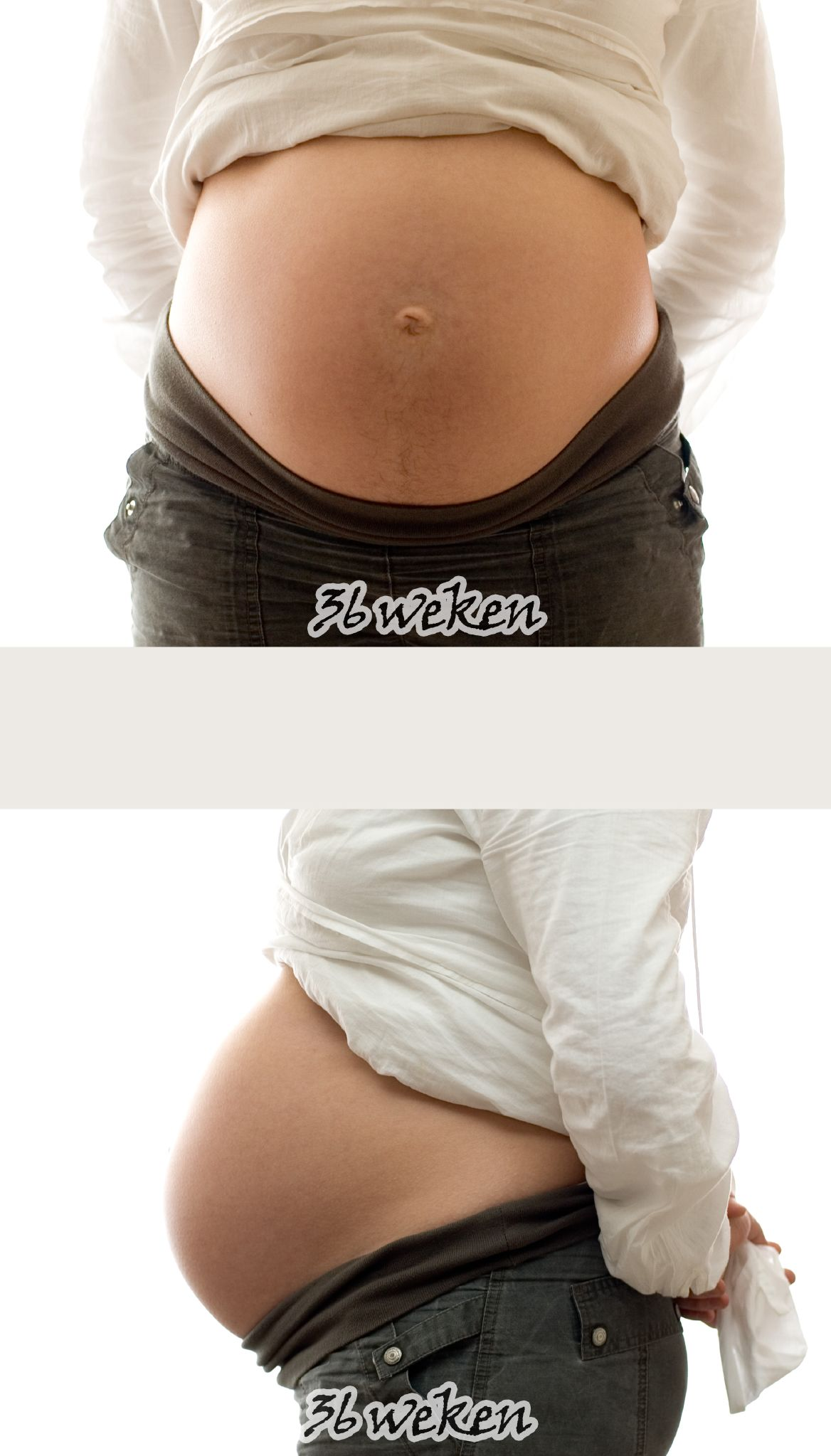

فئة السلامة أثناء الحمل لدواء ما هي تقييم لخطورة إصابة الجنين نتيجة ذلك الدواء إذا استخدمته الأم خلال الحمل. ولا يتضمن الخطر الناتج عن الأدوية أو نتائج أيضها في حليب الثدي.
لكل دواء معلومات محددة مدرجة في نشرة المنتج. اعتاد كتيب الوصفات الوطني البريطاني على توفير جدول بالأدوية التي يجب تجنبها أو استعمالها بحرص في الحمل، وقد فعل ذلك باستخدام عدد محدود من الجمل المفتاحية، أما الآن فقد تم حذف الملحق 4 (والذي كان جدول الحمل).

## الولايات المتحدة
يطلب القانون الأمريكي أن يتم تصنيف أدوية ومنتجات حيوية معينة بشكل مخصص للغاية. حيث يسرد قانون اللوائح الفيدرالية متطلبات متحددة فيما يتعلق بتصنيف الأدوية بشأن تأثيرهم على النساء الحوامل، بما في ذلك تعريف «فئة السلامة أثناء الحمل». يتم تطبيق تلك القوانين بواسطةإدارة الغذاء والدواء.
لتزويد تلك المعلومات، تنشر إدارة الغذاء والدواء قوانين إضافية فيما يتعلق بتصنيف الحمل والرضاعة.
لا تنظم إدارة الغذاء والدواء تصنيف كل المواد الخطرة وغير الخطرة. فالعديد من المواد، مثل الكحول، معروف أنها تسبب خطرًا كبيرًا على النساء الحوامل وأجنتهن، من بينها متلازمة الجنين الكحولي.[بحاجة لمصدر]العديد من الملوثات والمواد الخطرة الأخرى معروف كذلك أنها تتسبب في ضرر إنجابي. مع ذلك، بعض تلك المواد لا تخضع لقوانين التصنيف، وبالتالي ليس لها «فئة سلامة» محددة.
| فئة السلامة أثناء الحمل | الوصف |
| ----------------------- | --- |
| A                       | لا خطر في الدراسات البشرية: فشلت الدراسات البشرية الكافية في الكشف عن خطر على الجنين في الثلث الأول من الحمل (مع غياب دليل على وجود خطر في الثلثين اللاحقين). |
| B                       | لا خطر في الدراسات الأخرى: فشلت دراسات تكاثر الحيوانات في كشف خطر على الجنين ولا توجد دراسات كافية في النساء الحوامل. أو أظهرت دراسات الحيوانات وجود تأثيرات عكسية، إلا أن الدراسات الكافية في النساء الحوامل فشلت في اكتشاف خطر على الجنين في أي من مراحل الحمل.                         |
| C                       | لم يتم استبعاد الخطر: أظهرت دراسات تكاثر الحيوانات وجود تأثير عكسية على الجنين ولا توجد دراسات بشرية كافية، إلا أن الفوائد المحتملة قد تسمح باستخدام الدواء في النساء الحوامل رغم الخطر المحتمل.                                                                                          |
| D                       | دليل على وجود خطر: يوجد دليل أكيد على وجود خطر على الجنين البشري. هذا الدليل قائم على بيانات تم جمعها إما من التجارب التسويقية أو بالتحقيق أو عن طريق الدراسات البشرية، إلا أن الفوائد المحتملة قد تسمح باستخدام الدواء في النساء الحوامل رغم الخطر المحتمل.                              |
| X                       | محظور في الحمل: كشفت الدراسات في الحيوانات أو البشر عن تشوهات جنينية و/أو هناك دليل أكيد على وجود خطر على الجنين البشري قائم على البيانات المجمعة من من التجارب التسويقية أو بالتحقيق أو عن طريق الدراسات البشرية، ويفوق خطر استعمال الدواء في النساء الحوامل الفوائد المحتملة بشكل واضح. |
| N                       | لم تصنفه إدارة الغذاء والدواء بعد. |

أحد مميزات تعريفات إدارة الغذاء والدواء لفئة السلامة في الحمل أنها تتطلب كمية كبيرة من البيانات عالية الجودة لاعتبار دواء معين من الفئة A. ونتيجة لذلك، فإن العديد من الأدوية التي تعتبر من الفئة A في دول أخرى، تعتبرها الإدارة من الفئة C.

### قانون ديسمبر 2014 لتصنيف الحمل والرضاعة
في 13 ديسمبر 2014، أصدرتإدارة الغذاء والدواء قانون تصنيف الحمل والرضاعة النهائي، والذي غير متطلبات التصنيف  لقطاعي الحمل والرضاعة في الأدوية والمواد الحيوية. حذف القانون النهائي فئات السلامة الأبجدية، وأنشأ أقسام فرعية وصفية للتعرض للدواء أثناء الحمل، والخطر، والرضاعة، والتأثيرات على القدرة الإنجابية للإناث والذكور. بدأت تغييرات التصنيف عملًا بهذا القانون في 30 يونيو 2015. الأدوية التي تمت الموافقة عليها من قبل منذ 30 يونيو 2001 ستتحول لنظام التصنيف الجديد تدريجيًا. لم يؤثر القانون على تصنيف الأدوية المتاحة بدون وصفة.

## أستراليا
لدى أستراليا نظام مختلف قليلاً لفئة السلامة عن الولايات المتحدة - ولا سيما القسم الفرعي من الفئة B. (بالنسبة للأدوية في الفئات B1 و B2 و B3، فإن البيانات البشرية مفقودة أو غير كافية. يعتمد التصنيف الفرعي على البيانات الحيواني، وتصنيف دواء في الفئة B لا تعني فئة سلامة أكبر من الفئة C). تم تطوير النظام، كما هو موضح أدناه، من قبل خبراء طبيين وعلميين بناءً على الأدلة المتاحة حول المخاطر المرتبطة بتناول أدوية معينة أثناء الحمل.
بعض إرشادات الوصف الطبي، مثل دليل الأدوية الطبية، تتحول بعيدًا عن استعمال فئات السلامة أثناء الحمل بداعي أن هناك افتراض ضمني أن تلك الرموز الأبجدية هي رموز للأمان وذلك غير صحيح دائما. لا يشير التقسيم لأي مرحلة من مراحل تطور الجنين قد يؤثر عليها الدواء ولا ينقل معلومات بشأن التوازن بين المخاطر والمنافع في موقف معين. بالإضافة لذلك، لا يتم الحفاظ على صيانة الفئات أو تحديثها بتوافر بيانات جديدة.
| فئة السلامة أثناء الحمل | نظام التقسيم الأسترالي لوصف الأدوية في الحمل |
| ----------------------- | --- |
| A                       | أدوية تناولها عدد كبير من النساء الحوامل والنساء في سن الحمل دون ملاحظة أي زيادة في معدل التشوهات أو تأثيرات أخرى ضارة مباشرة أو غير مباشرة على الجنين. |
| B1                      | أدوية تناولها عدد محدود فقط من النساء الحوامل والنساء في سن الحمل دون ملاحظة أي زيادة في معدل التشوهات أو تأثيرات أخرى ضارة مباشرة أو غير مباشرة على الجنين. لم تظهر الدراسات على الحيوانات أدلة على زيادة حدوث مشاكل للجنين.                                      |
| B2                      | أدوية تناولها عدد محدود فقط من النساء الحوامل والنساء في سن الحمل دون ملاحظة أي زيادة في معدل التشوهات أو تأثيرات أخرى ضارة مباشرة أو غير مباشرة على الجنين. الدراسات الحيوانية غير كافية ولكن البيانات المتاحة لم تظهر أدلة على زيادة حدوث مشاكل للجنين.          |
| B3                      | أدوية تناولها عدد محدود فقط من النساء الحوامل والنساء في سن الحمل دون ملاحظة أي زيادة في معدل التشوهات أو تأثيرات أخرى ضارة مباشرة أو غير مباشرة على الجنين. أظهرت الدراسات على الحيوانات دليلًا على زيادة المشاكل في الجنين، وقيمة تلك المشاكل غير مؤكدة في البشر. |
| C                       | عقارات تسببت أو مشتبه في تسببها، بسبب تأثيراتها الدوائية، في تأثيرات ضارة على الجنين البشري أو الطفل حديث الولادة دون التسبب في تشوهات. وقد تكون تلك التأثيرات قابلة لعكسها.                                                                                       |
| D                       | أدوية تسببت، أو مشتبه في تسببها، أو من المتوقع أن تسبب زيادة في نسبة حدوث تشوهات جنينية أو ضرر غير قابل لعكسه. تلك الأدوية أيضًا قد يكون لها تأثيرات دوائية عكسية.                                                                                                  |
| X                       | أدوية ذات خطورة كبيرة في التسبب بضرر دائم للجنين لدرجة أنه يجب تجنب استعمالها أثناء الحمل أو إذا كان هناك احتمال للحمل. |

## ألمانيا
| المجموعة  | الوصف |
| --------- | --- |
| مجموعة 1  | لم تُظهر دراسات بشرية وحيوانية شاملة أن الدواء سام للجنين أو يسبب تشوهات خلقية.                                                 |
| مجموعة 2  | لم تُظهر دراسات بشرية وحيوانية شاملة أن الدواء سام للجنين.                                                                      |
| مجموعة 3  | لم تُظهر دراسات بشرية وحيوانية شاملة أن الدواء سام للجنين. إلا أن الدواء يبدو سام للجنين أو يسبب تشوهات خلقية في الحيوانات.     |
| مجموعة 4  | لا توجد دراسات كافية متاحة بشأن تأثيرات الدواء على البشر. ولم تظهر دراسات الحيوانات أن الدواء سام للجنين أو يسبب تشوهات خلقية. |
| مجموعة 5  | لا توجد دراسات كافية متاحة بشأن تأثيرات الدواء على البشر.                                                                      |
| مجموعة 6  | لا توجد دراسات كافية متاحة بشأن تأثيرات الدواء على البشر. وأظهرت دراسات الحيوانات أن الدواء سام للجنين أو يسبب تشوهات خلقية.   |
| مجموعة 7  | توجد خطورة أن يكون الدواء سامًا للجنين أو يسبب تشوهات خلقية في البشر، على الأقل في الثلث الأول من الحمل.                        |
| مجموعة 8  | توجد خطورة أن يكون الدواء سامًا للأجنة خلال الثلثين الثاني والثالث من الحمل.                                                    |
| مجموعة 9  | توجد خطورة أن الدواء يتسبب في مضاعفات أو اختلالات قبل الولادة.                                                                 |
| مجموعة 10 | توجد خطورة أن هذا الدواء يسبب عمل هرموني محدد على الجنين البشري.                                                               |
| مجموعة 11 | هناك خطر معروف أن الدواء مطفر/مسرطن.                                                                                           |

## تصنيف بعض الأدوية المختارة
قد تكون البيانات المدرجة في الجدول التالي قد استبدلت ببيانات أخرى محدثة.
| تصنيف بعض الأدوية بناء على الهيكلة المختلفة بين الدول | تصنيف بعض الأدوية بناء على الهيكلة المختلفة بين الدول | تصنيف بعض الأدوية بناء على الهيكلة المختلفة بين الدول |
| الدواء                                                | أستراليا                                              | الولايات المتحدة                                      |
| ----------------------------------------------------- | ----------------------------------------------------- | ----------------------------------------------------- |
| أسبرين                                                | C                                                     | D في الثلث الثالث                                     |
| أموكسيسيلين                                           | A                                                     | B                                                     |
| أموكسيسيلين/حمض الكلافولانيك                          | B1                                                    | B                                                     |
| سيفوتاكسيم                                            | B1                                                    | B                                                     |
| ديكلوفيناك                                            | C                                                     | D في الثلث الثالث                                     |
| آيزوتريتينوين                                         | X                                                     | X                                                     |
| ليفليونوميد                                           | X                                                     | X                                                     |
| لوبيراميد                                             | B3                                                    | C                                                     |
| باراسيتامول                                           | A                                                     | C                                                     |
| باروكسيتين                                            | D                                                     | D                                                     |
| فينيتوين                                              | D                                                     | D                                                     |
| ريفامبيسين                                            | C                                                     | C                                                     |
| ثاليدوميد                                             | X                                                     | X                                                     |
| تيوفيلين                                              | A                                                     | C                                                     |
| تيمازيبام                                             | C                                                     | X                                                     |
| تيتراسايكلن                                           | D                                                     | D                                                     |
| تريامسينولون (جلد)                                    | A                                                     | C                                                     |